# Właz

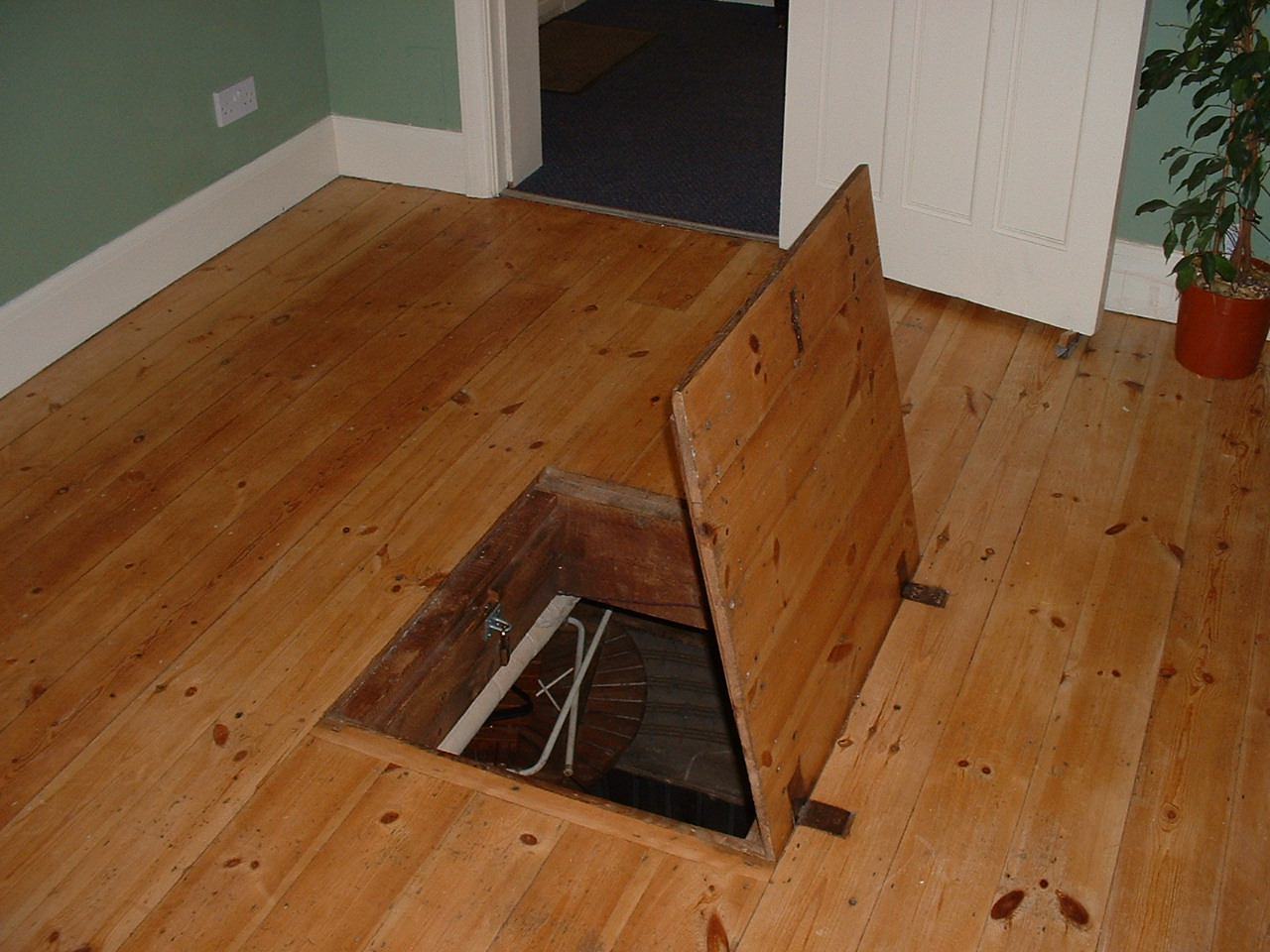
Właz w drewnianej podłodze

Właz – otwór (najczęściej okrągły) w pokładzie, zamykany szczelną pokrywą, przez  który można przedostać się do położonych pod pokładem pomieszczeń okrętu. Na okrętach służy również do komunikacji pomiędzy wodoszczelnymi przedziałami. Zbudowany jest z płyty stalowej, której zagięte krawędzie wypełnione są gumową uszczelką. Włazy zamyka się za pomocą rygli.